# Tetramorium inquilinum
Tetramorium inquilinum — вид мурашок підродини Myrmicinae.

## Таксономія
Вид описаний у 1950 році під назвою Teleutomyrmex schneideri як типовий вид роду Teleutomyrmex. У 2015 році Філіп Ворд, Шон Брейді, Браян Фішер і Тед Шульц класифікували рід Teleutomyrmex як молодший синонім Tetramorium. Оскільки назва Tetramorium schneideri вже була зайнята іншим видом, науковці запропонували для цього виду nomen novum T. inquilinum.

## Поширення
Вид поширений в Альпах та Піренеях на території Швейцарії, Франції та Іспанії.

## Опис
Дрібний мурашка, завдовжки 2,5 мм. Забарвлення темно-коричневе. Мандибули короткі і слабі. Отруйні залози відсутні. Екзоскелет тонкий. Головний мозок та центральна нервова система дуже спрощені.

## Спосіб життя
Соціальний паразит. Вид не будує мурашників. В нього відсутня каста робітників. Tetramorium inquilinum живе за рахунок інших видів роду Tetramorium (в основному Tetramorium impurum i Tetramorium caespitum). Паразит мешкає у їхньому мурашнику та надсилає хімічні сигнали, змушуючи мурашок годувати його.